# Турске чесме у Старим Лединцима
Турске чесме у Старим Лединцима су подигнуте недалеко од православне цркве, и то једна југозападно, уз главни пут кроз Лединце, а друга на бившој пијаци. Чесме представљају непокретно културно добро као споменик културе.

## Историја
Код нас одвајкада постоји традиција подизања чесама. Оне су подизане у центру насеља, или у близини раскршћа, будући да се гостољубивост заједнице делом мери односом према намернику, или у црквеној порти као делу сакрализованог простора. Чесме од камена које налазимо у Лединцима, датирају још из 1842. године, док се за годину 1885. на другој чесми, претпоставља да бележи време обнове, а не време настанка исте.

## Изглед
Чесме су зидане правилно тесаном опеком, забатно решених кровова, декорисане у темену преломљеним, седластим луком, са нишама за одлагање тасова којима се захвата вода и са по две луле низ које се вода слива у корита, чесме се разликују по величини, врсти и степену рељефне обраде. Старе земљане, каљеве цеви којима је вода доведена до чесама, данас су замењене металнима.